# ژانگ هاو (اسکیت‌باز نمایشی)
ژانگ هاو (انگلیسی: Zhang Hao؛ زادهٔ ۶ ژوئیهٔ ۱۹۸۴- or ۶ فوریهٔ ۱۹۸۲ (see also age controversy below)) اسکیت‌باز نمایشی اهل چین است.